# Valérie Dayre
Valérie Dayre (* 15. Dezember 1958 in Frankreich) ist eine französische Schriftstellerin. Ihren ersten Roman veröffentlichte sie 1989 unter dem Titel Miranda s'en va (dt. Miranda geht). Seither hat Dayre zahlreiche Kinder- und Jugendbücher geschrieben, die zum Teil ins Deutsche übersetzt wurden.

## Leben
Zunächst arbeitete Dayre als Übersetzerin. Dabei übertrug sie aus dem Englischen ins Französische unter anderem Romane von Stephen R. Donaldson, Winsor McCay und John Marsden.
1992 wurde sie mit dem Prix Sorcière für Lilis Leben eben ausgezeichnet. Die deutsche Übersetzung wurde 2006 als Sieger in der Kategorie Kinderbuch mit dem Deutschen Jugendliteraturpreis ausgezeichnet. Ihr Jugendroman Ce cahier est pour toi kam 2015 auf die Auswahlliste des Prix des lycéens allemands.
Dayre lebt in der französischen Provinz Berry.

## Bibliografie
- Miranda s'en va (1989) (dt.: Miranda geht, ISBN 978-3-551554-499)
- C’est la vie, Lili (1991) (dt.: Lilis Leben eben, ISBN 978-3-551581-235)
- L'Ogresse en pleurs (1996) (dt.: Die Menschenfresserin, ISBN 978-3-872947-154)
- Le jour où on a mangé l'écrivain (1997)
- Les nouveaux malheurs de Sophie (2001)
- Dimanche, Gaspard s’amuse (2003)
- Retour en Afrique (2004)
- Tous les hommes qui sont ici (2006)
- Virus (2007)
- Enchaîné (2007)
- Ce cahier est pour toi (2008)